# La Luna Casa y Arte
La Luna Casa y Arte, también conocida simplemente como La Luna, fue un emblemático espacio cultural ubicado en San Salvador, El Salvador, entre 1991 y 2012. Concebido como un centro artístico multifuncional, funcionó como café, galería y escenario experimental que reunió a creadores nacionales e internacionales de la posguerra salvadoreña.

## Historia

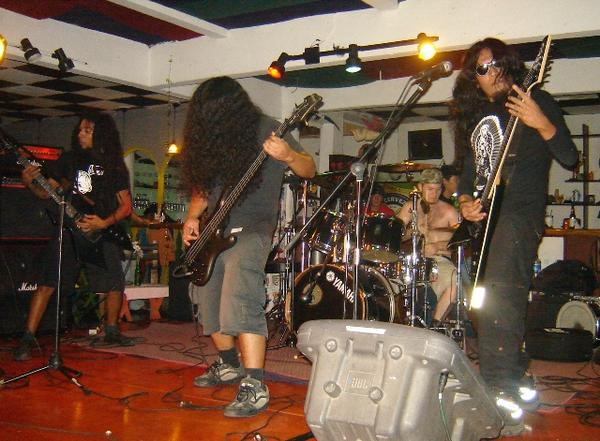
Santeriia tocando en 2007 en La Luna Casa y Arte

Fue inaugurado el 6 de diciembre de 1991, en plena fase final del conflicto armado salvadoreño, solo cuarenta y un días antes de firmarse los Acuerdos de Paz de 1992. Fundado por la gestora cultural Beatriz Alcaine, junto con el pintor Óscar Soles, nació en la casa de su infancia en la Urbanización Buenos Aires 3 (calle Berlín #228) de San Salvador, transformándose en un espacio de expresión artística en una ciudad donde casi no existían lugares de entretenimiento cultural.
En su apertura, se convirtió en la primera infraestructura cultural privada de posguerra en recibir a artistas retornados del exilio, activistas, presentes y público diverso, generando un diálogo artístico independiente y transgeneracional.
La Luna combinaba varias funciones: restaurante, bar y escenario cultural. Ofrecía una programación variada que incluyó música en vivo (rock, jazz, folklore, canción protesta), teatro, poesía, cine experimental, performance art y exposiciones plásticas. También organizaba talleres infantiles y ciclos literarios como los “Crepúsculos”, con participación de figuras destacadas como Horacio Castellanos Moya y Manlio Argueta.
Se estima que más de 600 artistas nacionales e internacionales actuaron en su escenario, y en sus paredes se exhibieron murales y obras plásticas de numerosos creadores regionales. Sobre la estética, el espacio destacaba por su decoración experimental y vibrante, y por estar siempre “en movimiento y transformación”. Durante dos décadas, La Luna fue considerada un epicentro de la cultura alternativa y juventud creativa salvadoreña. Fue comparada con el Café Gijón de España por su rol de foro de ideas literarias y artísticas. Recibió a músicos de renombre como Café Tacvba, Aterciopelados y bandas emergentes salvadoreñas.
Se definió como “un laboratorio musical y relacional para movimientos sociales emergentes”, contribuyendo a la refundación cultural democrática de El Salvador tras la guerra.

## Cierre
La Luna cerró sus puertas en septiembre de 2012, tras operar durante casi 21 años. Según Beatriz Alcaine, el cierre respondió a la pérdida de autosostenibilidad del proyecto, atribuida al crecimiento de competencia nocturna comercial y al hecho de que numerosas personas esperaban acceso gratuito a actividades culturales .
Los últimos eventos incluyeron una serie especial de espectáculos y recitales que antecedieron al cierre definitivo.

## Legado e influencia
El legado de La Luna trasciende su cierre. Ha sido narrada como un símbolo de resistencia cultural, un oasis artístico en medio de la postguerra y un modelo de espacio híbrido que mezcló arte y entretenimiento. Las memorias colectivas del proyecto están compiladas en el libro Lunascopio, presentado en 2023 en el Centro Cultural de España en El Salvador.
Quienes vivieron o participaron del espacio lo recuerdan como un lugar de construcción de comunidad y creatividad en tiempos de fragilidad cultural.